# 船酒場
「船酒場-ふねさかば-」（ふねさかば）は、2006年1月18日に発売された、山内惠介の通算7枚目のシングル。

## 収録曲
1. 船酒場-ふねさかば- (04:41)
作詞：星野哲郎／作曲：水森英夫／編曲：伊戸のりお
2. 済州島雨情 (04:17)
作詞：星野哲郎／作曲：水森英夫／編曲：前田俊明
3. 船酒場-ふねさかば-（オリジナルカラオケ） (04:41)
4. 済州島雨情（オリジナルカラオケ） (04:16)